# Delias pratti
Delias pratti är en fjärilsart som beskrevs av Sir George Hamilton Kenrick 1909. Delias pratti ingår i släktet Delias och familjen vitfjärilar. Inga underarter finns listade i Catalogue of Life.